# Gębin
Gębin (niem. Gemben See) – jezioro w gminie Stary Dzierzgoń, w powiecie sztumskim, w woj. pomorskim o powierzchni 23,24 ha, położone w Starodzierzgońskich Lasach, na wschód od wsi Bucznik.